# Кохоа
Кохоа (лат. Cochoa) — род воробьиных птиц из семейства дроздовых. Представители рода распространены в Азии.

## Таксономия
Таксономическое положение рода Cochoa долгое время было неопределенным. Разные исследователи откосили его к семейству дроздовых (Turdidae), мухоловковых (Muscicapidae) или Prionopidae. Результаты ряда молекулярно-филогенетических исследований подтвердили, что кохоа принадлежат к семейству дроздовых.

## Виды
В состав рода включают четыре вида:
- Cochoa purpurea Hodgson, 1836 — Пурпурная кохоа
- Cochoa viridis Hodgson, 1836 — Зелёная кохоа
- Cochoa beccarii Salvadori, 1879 — Суматранская кохоа
- Cochoa azurea (Temminck, 1824) — Синяя кохоа